# Johannes Vetter
Johannes Vetter (Dresden, 26. kolovoza 1993.) njemački je atletičar, natjecatelj u bacanju koplja.
Prvi nastup u seniorskoj konkurenciji ostvario je osvajanjem 7. mjesta na Svjetskom prvenstvu 2015. u Pekingu.
Godinu poslije, na Europskom prvenstvu u Amsterdamu bio je 16., ne plasiravši se u završnicu među 12 najboljih.
Iste godine nastupio je i na Olimpijskim igrama u Rio de Janeiru, gdje je u prednatjecanju zauzeo 2., a u završnici 4. mjesto.
Na svjetskom prvenstvu 2017. u Londonu je osvojio zlatnu medalju, a na SP 2019. u Dohi brončanu.